# Beagle 3

Sơ đồ của Beagle 3 được đề xuất

Beagle 3  (còn gọi là Beagle 2: Evolution) là một sứ mệnh tìm kiếm sự sống trên sao Hỏa đang được đề xuất, bằng cách dùng tàu để thực hiện hạ cánh trên sao Hỏa. Beagle 3 là sự kế thừa được đề xuất cho thất bại của tàu vũ trụ Beagle 2 hạ cánh trên sao Hỏa của Anh, khi nó bị mất tín hiệu liên lạc trên đường đi. Beagle 3 được Giáo sư Colin Pillinger, nhà khoa học chính của sứ mệnh Beagle 2, quảng bá. Tổ chức EADS Astrium cũng đóng một phần trong việc tài trợ và phát triển sớm dự án. Pillinger mơ ước tối đa hai tàu đổ bộ có thể được phóng lên từ một tàu quỹ đạo bay quanh sao Hỏa vào năm 2009 như là một phần của Chương trình Aurora của Cơ quan Vũ trụ Châu Âu. Beagle 3 giả định sẽ được đặt theo tên của con tàu HMS Beagle mà đã đưa Charles Darwin đi khắp thế giới.
Sau khi dự án Beagle 3 bị ESA từ chối vào năm 2004, Pillinger đã đề xuất với NASA để sứ mệnh này có thể đi theo tàu đổ bộ Phòng thí nghiệm Khoa học Sao Hỏa, nhưng đề xuất này không được chấp nhận.
Một trong những mục tiêu của Beagle 3 là hỗ trợ chương trình Aurora của ESA nếu được lựa chọn.

## Tác động của việc khám phá ra vị trí rơi của tàu vũ trụ Beagle 2
Beagle 2 đã được con người tìm thấy vào năm 2015, điều này đã đảo ngược một lý thuyết trước đây rằng nó đã va vào lớp không khí mỏng và va chạm với Sao Hỏa ở tốc độ cao, tuy nhiên việc này không được biết chắc chắn vì tàu vũ trụ này đã không truyền bất kỳ dữ liệu nào trong quá trình rơi xuống. Khi nhà khoa học lãnh đạo của Beagle 2 cố gắng quyên góp tiền để tạo ra Beagle 3, hệ thống EDL được sử dụng trên Beagle 2 là một ẩn số chưa giải được. Tuy nhiên, sau khi phát hiện Beagle 2, các nhà khoa học đã nhận ra rằng EDL chắc chắn đã hoạt động vì nó được tìm thấy trên bề mặt sao Hỏa với một số tấm năng lượng mặt trời đã được bung ra như dự định, mặc dù nó không truyền được tín hiệu về Trái Đất.